# Фијат 500Л
Фијат 500Л (итал. Fiat 500L) је минивен који производила италијанска фабрика аутомобила Фијат од 2012. до 2022. године, у Крагујевцу.
Цена основне верзије овог Фијатовог модела који се производи у Крагујевцу са „еуро 6“ бензинским мотором од 74 kW (99 КС), шестостепеним мењачем и пакетом опреме „поп“ на српском тржишту износи 13.490 евра (2013. година). Најскупља верзија „фијата 500Л“ у Србији кошта 18.690 евра.
Овај модел фијата се може наручити у више варијанти боја, и то обухвата 11 боја каросерије, три боје крова (бела, црна и боја каросерије) и три боје наплатака (бела, црна и алуминијум), што заједно даје чак 333 комбинације за персонализацију возила.
22. фебруара 2018. године са трака је сишао јубиларни 500.000-ти примерак 500Л-а. То је 500Л крос у биколор комбинацији са сицилијанско наранџастом бојом и црним кровом, као и 1.6 мултиџет мотором снаге 120 КС.

## Погон
У понуди „фијата 500Л“ поред бензинског мотора од 1,4 литра, налази и турбо дизел мултиџет 2 (Multijet) од 1,3 литра (85 коњских снага), а такође постоји и 0,9 „твинер“ (TwinAir) од 105 коњских снага. Потом је ова понуда обогаћена и моделом 1,6 дизел мултиџет мотора са 105 коњских снага. Мотори имају и старт-стоп опције за већу штедњу горива. Приликом стајања мотор се искључи а укључи се одмах након притиска на папучицу квачила.
У најави за 2014. годину су нови мотори: дизел 1.6 мултиџет (120 КС), атмосферски 1.4 Т-џет (120 КС) и 1.4 турбо мотор на плин.
| Модел                     | Мотор                  | Мењач                | Снага                        | Обртни момент       | Емисије гаса CO2 |
| ------------------------- | ---------------------- | -------------------- | ---------------------------- | ------------------- | ---------------- |
| 0.9 Natural Power TwinAir | 875 cm³ I2 бензин/ЦНГ  | 6-степени ручни      | 80 КС (59 kW) @ 5500 о/мин   | 140 Nm @ 2000 о/мин | 105 г/км         |
| 0.9 Turbo TwinAir         | 875 cm³ I2             | 6-степени ручни      | 77 kW (103 КС) @ 5500 о/мин  | 145 Nm @ 2000 о/мин | 112 г/км         |
| 1.4 16V FIRE              | 1368 cm³ I4 бензин/ЛПГ | 6-степени ручни      | 70 kW (94 КС) @ 6000 о/мин   | 127 Nm @ 4500 о/мин | 145 г/км         |
| 1.4 16V FIRE T-Jet        | 1368 cm³ I4 бензин/ЛПГ | 6-степени ручни      | 88 kW (118 КС) @ 5000 о/мин  | 206 Nm @ 2000 о/мин | 145 г/км         |
| 1.3 16V MultiJet II       | 1248 cm³ I4 дизел      | 5-степени ручни      | 63 kW (84 КС) @ 3500 о/мин   | 200 Nm @ 1500 о/мин | 110 г/км         |
| 1.3 16V MultiJet II       | 1248 cm³ I4 дизел      | 5-степени аутоматски | 63 kW (84 КС) @ 3500 о/мин   | 200 Nm @ 1500 о/мин | 105 г/км         |
| 1.6 16V MultiJet II       | 1598 cm³ I4 дизел      | 6-степени ручни      | 77 kW (103 КС) @ 3750 о/мин  | 320 Nm @ 1750 о/мин | 117 г/км         |
| 1.6 16V MultiJet II       | 1598 cm³ I4 дизел      | 6-степени ручни      | 88 kW (118 КС) @ 3750 о/мин  | 320 Nm @ 1750 о/мин | 120 г/км         |
| 1.4 Turbo MultiAir        | 1368 cm³ I4            | 6-степени ручни      | 119 kW (160 КС) @ 5500 о/мин | 250 Nm @ 2500 о/мин | 132 г/км         |
| 1.4 Turbo MultiAir        | 1368 cm³ I4            | 6-степени аутоматски | 119 kW (160 КС) @ 5500 о/мин | 250 Nm @ 2500 о/мин | 123 г/км         |

## Сигурност
Према Еуро НЦАП тестовима Фијат 500Л добио је највишу оцену за сигурност - 5 звездица.
По сегментима:
- сигурност одраслог путника - 94%
- сигурност детета - 78%
- сигурност пешака - 65%
- сигурносна опрема - 71%

## Галерија
- Задњи део
- Продужена верзија Ливинг са седам седишта
- Командна табла са управљачем
- Ручица мењача са 6 брзина
- На улицама Љубљане
- 500Л Ливинг странски лого
- Бочни и стражњи поглед
- Фијат 500Л на Сајму аутомобила у Крагујевцу 2016.
- Фејслифт верзија, представљена 2017. године, сликана такође у Крагујевцу
- Задња и бочна страна